# Municipio de Mariposa (Iowa)
El municipio de Mariposa (en inglés: Mariposa Township) es un municipio ubicado en el condado de Jasper en el estado estadounidense de Iowa. En el año 2010 tenía una población de 252 habitantes y una densidad poblacional de 2,72 personas por km².

## Geografía
El municipio de Mariposa se encuentra ubicado en las coordenadas 41°49′4″N 92°56′10″O / 41.81778, -92.93611. Según la Oficina del Censo de los Estados Unidos, el municipio tiene una superficie total de 92.8 km², de la cual 92,59 km² corresponden a tierra firme y (0,23 %) 0,21 km² es agua.

## Demografía
Según el censo de 2010, había 252 personas residiendo en el municipio de Mariposa. La densidad de población era de 2,72 hab./km². De los 252 habitantes, el municipio de Mariposa estaba compuesto por el 98,81 % blancos y el 1,19 % eran de una mezcla de razas. Del total de la población el 1,19 % eran hispanos o latinos de cualquier raza.